# Byablue
Byablue från 1977 är ett musikalbum med Keith Jarretts ”American Quartet”. Albumet spelades i oktober 1976 i Generation Sound Studios, New York.

## Låtlista
All musik är skriven av Paul Motian om inget annat anges.
1. Byablue – 7:19
2. Konya (Keith Jarrett) - 3:21
3. Rainbow (Margot Jarrett) - 8:32
4. Trieste – 9:37
5. Fantasm – 1:12
6. Yahllah – 8:27
7. Byablue – 3:42

## Medverkande
- Keith Jarrett – piano (spår 1, 3–7), sopransaxofon (spår 2, 6), slagverk (spår 6)
- Dewey Redman – tenorsaxofon (spår 1, 2, 4 ,5), musettedragspel (spår 6)
- Charlie Haden – bas (spår 1–6)
- Paul Motian – trummor (spår 1, 4, 6), slagverk (spår 6)